# Říčanský potok (přítok Rokytky)

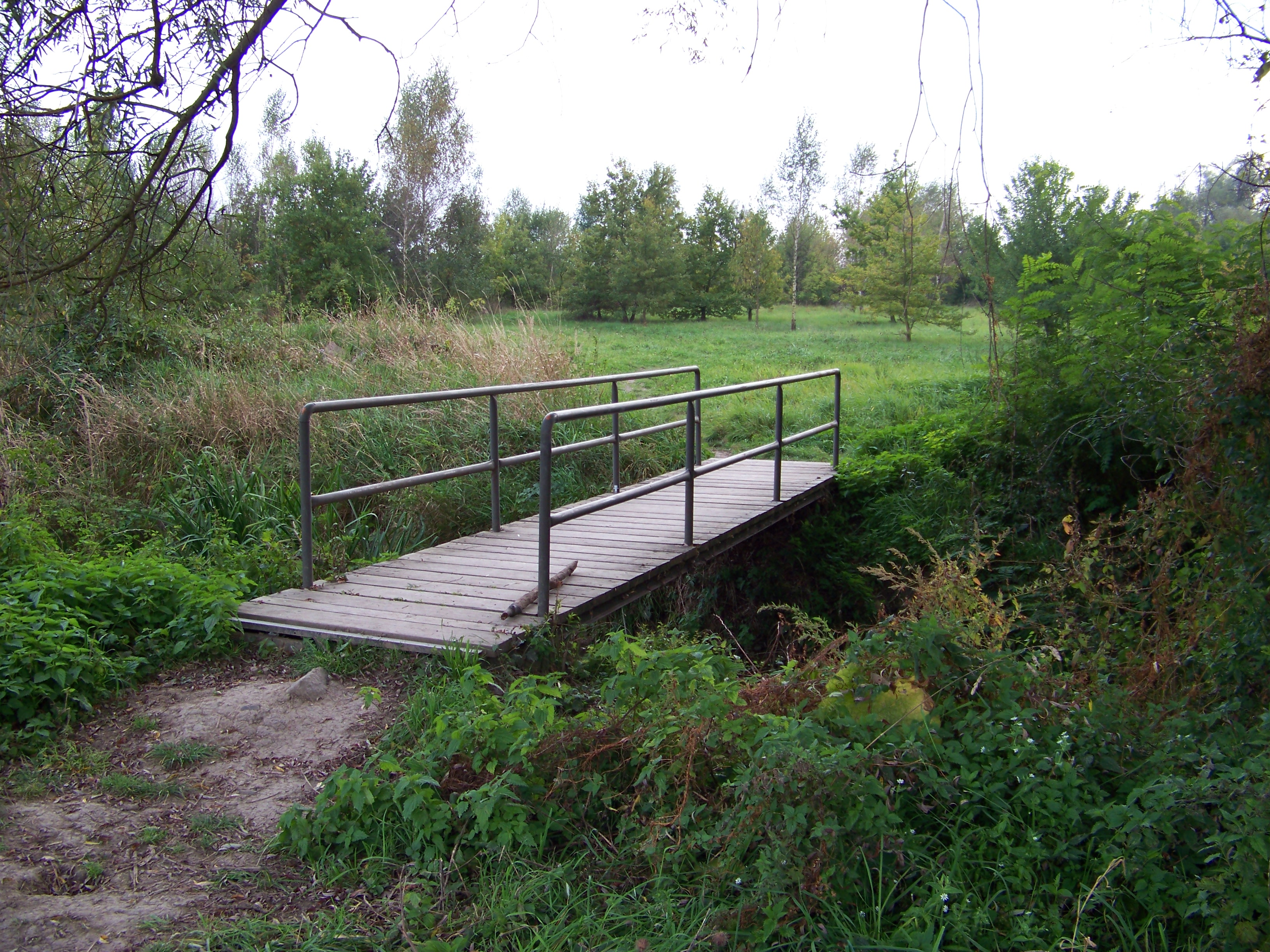
Dubeč, Říčanský potok, lávka

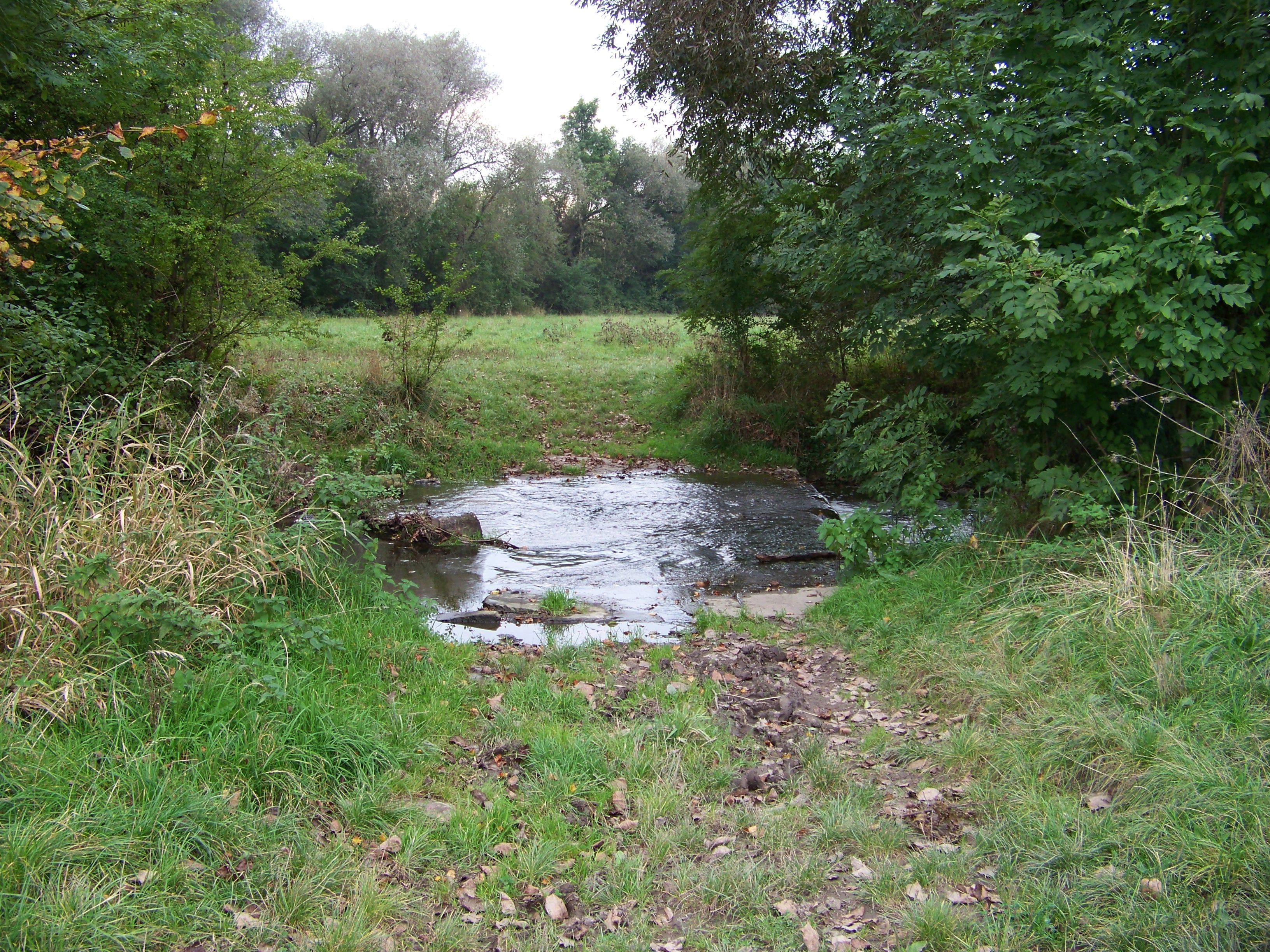
Dubeč, Říčanský potok, brod

Říčanský potok, nazývaný též Říčanka, je jeden z větších pražských potoků v povodí dolní Vltavy, který protéká velice pěknou krajinou kolem Říčan a dále kolem několika přírodních památek. Protéká územím Středočeského kraje a Prahou v České republice. Délka toku činí 21,4 km (z toho 16,86 km v Praze), plocha povodí je 36,923 km². Průměrný průtok u ústí je 0,10 m³/s.

## Popis toku

### Tehov
Říčanský potok pramení uprostřed obce Tehov ve Středočeském kraji. Potok je ihned po začátku toku napojen na ČOV Tehov a dále se vlévá do retenční nádrže mezi obcí Tehov a Světice.

### Světice
Na okraji obce Světice se do Říčanského potoka vlévá z levé strany bezejmenný tok a potok dále pokračuje skrz obec Světice a na konci této obce podchází železniční most.

### Říčany
Na pokraji Říčan potok protéká dvěma retenčními nádržemi, do první se vlévá i Srnčí potok. Potok dále pokračuje do rybníka Marvánek, za nímž se do Říčanského potoka vlévá z pravého břehu opět bezejmenný tok. Poté teče celý tok skrz podzemní portál. Tento portál vyvádí Říčanku do samého centra Říčan, kde se vlévá do Mlýnského rybníka. Do Říčanského potoka se vlévá další bezejmenný tok a koryto potoka míří k další čističce odpadních vod.

### Kolovraty
Potok protéká částí Kolovraty, kde míjí koupaliště a opět se vlévají studánky bez názvů.

### Uhříněves
Za Kolovraty je Říčanka napojena na další čističku odpadních vod a prochází zalesněnou oblastí Prknovka až k rybníku Velká Vodice, který byl prvním rybníkem na toku před velkou rybniční soustavou bezmála 50 rybníků v 16. století, které postupem času buď vyschly nebo byly zrušeny. Tato rybniční síť sahala od Uhříněvsi až po Dubeč, okolo které sahaly rybníky k okolním obcím, například k Dolním Měcholupům a Štěrboholům. Dále Říčanský potok napájí rybníky Malá Vodice, Nadýmač II a Nadýmač I, které část toku také obchází. Říčanka následně prochází centrem Uhříněvsi, za kterým následuje rozsáhlá Obora Uhříněves. Poté se vlévá do Podleského rybníka, kam vtéká také Netlucký potok.

### Dubeč
Z Podleského rybníka několika výpusti opět prochází Říčanský potok kolem čističky odpadních vod a následně je napojen do retenční nádrže, za kterou Říčanka vtéká do přírodního parku Říčanka, kde se setkává s potokem Hádek. Dále Říčanský potok teče podél okraje  Dubče a míjí například přírodní památku Rohožník – lom v Dubči, za kterou je potokem napájen rybník V Rohožníku. Za ním protéká obytnou oblastí tzv. Velké Dubče, po této zástavbě vtéká do Panské zahrady, kde napájí malé jezírko. Dále protéká Říčanský potok soustavou tří rybníků s názvem Lítožnice; tyto rybníky měly být zasypány popílkem z Malešické spalovny, což se nakonec nestalo. Soustava rybníků Lítožnice se rozděluje na rybníky V Mejtě, Myslivecký rybník a Nový rybník, celá soustava je v ochranném pásmu přírodního parku Říčanka.

#### Galerie

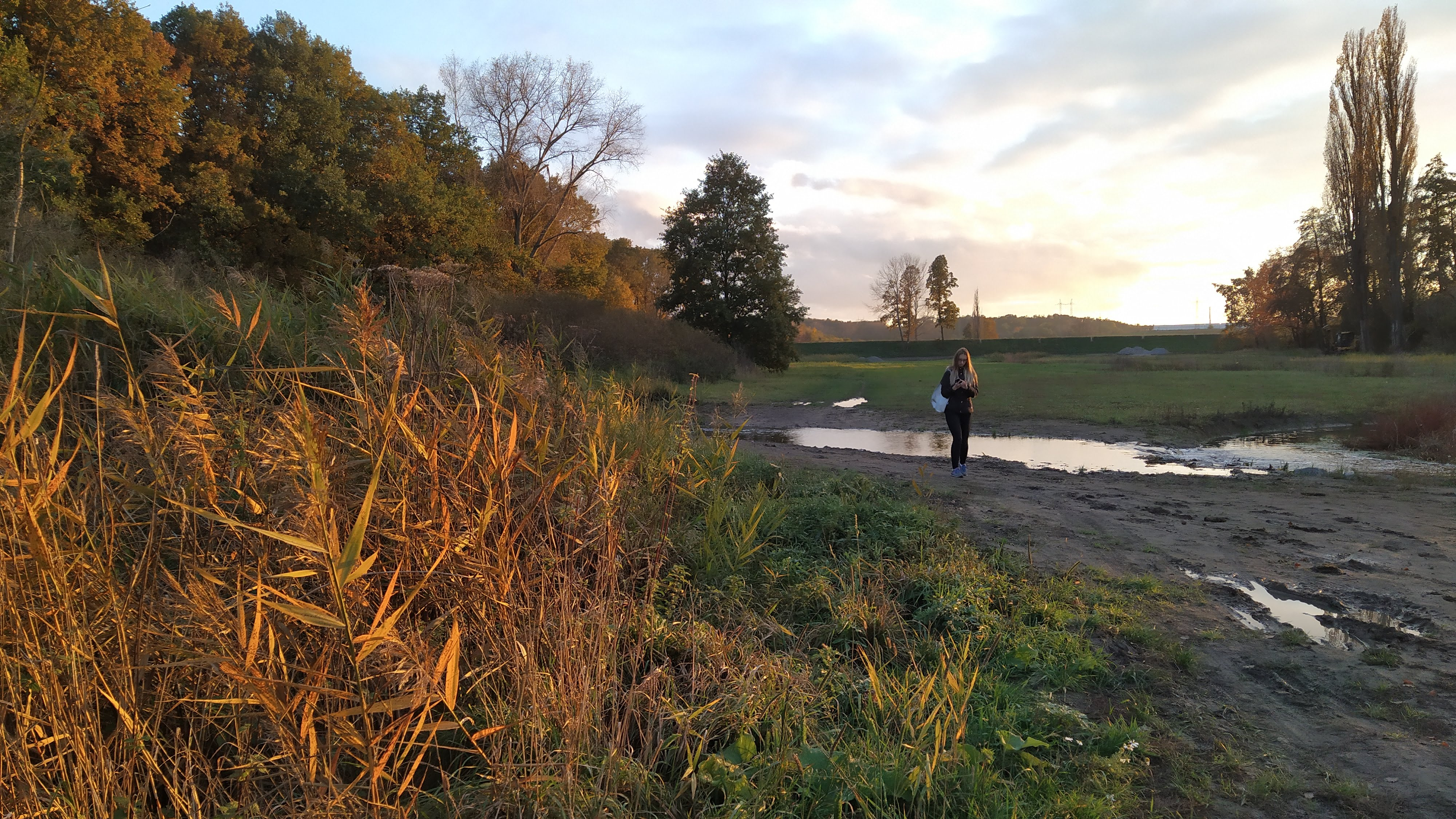
Pod hrází Lítožnického rybníka
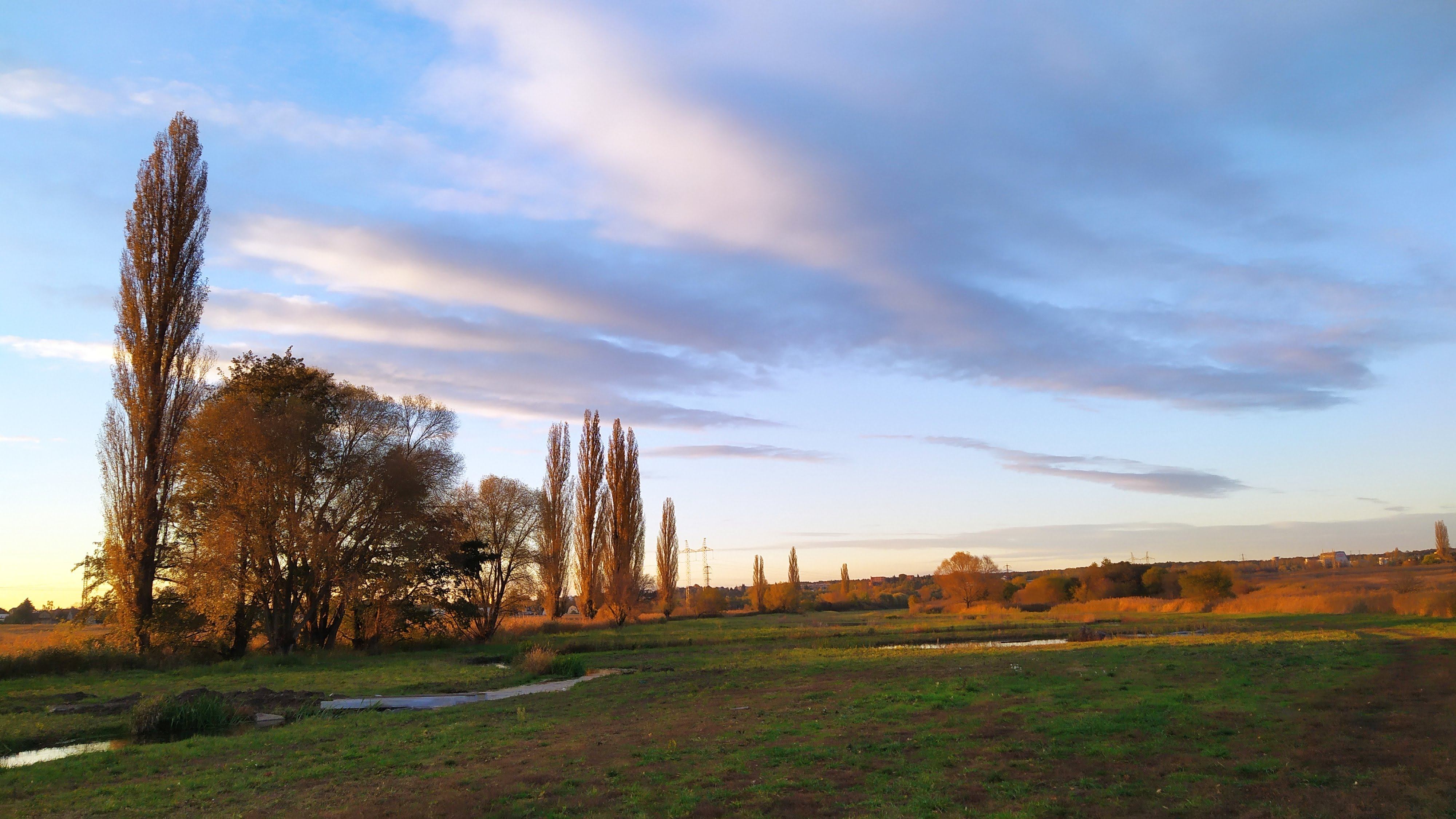
Pod hrází Lítožnického rybníka
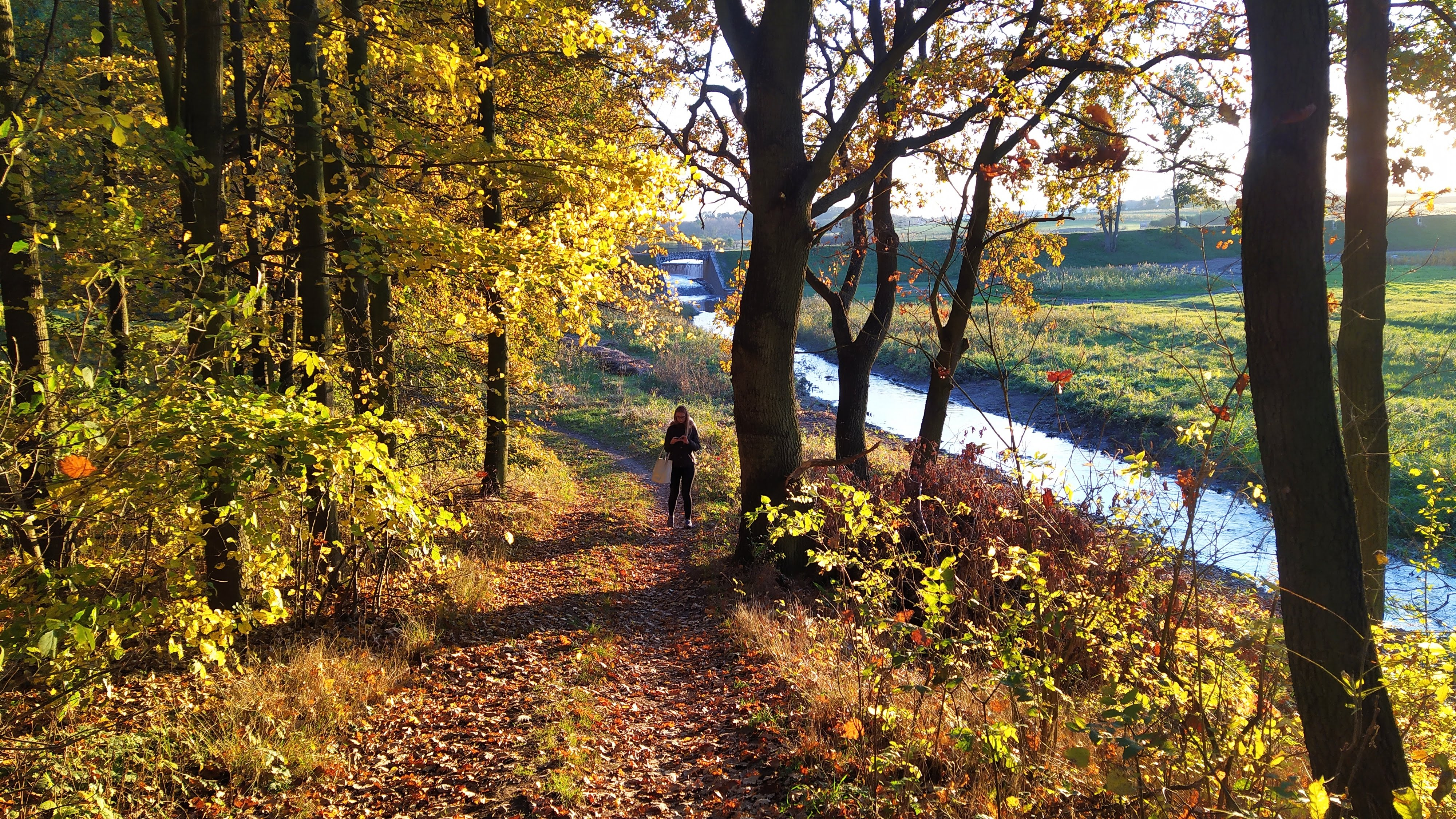
Pod hrází Lítožnického rybníka
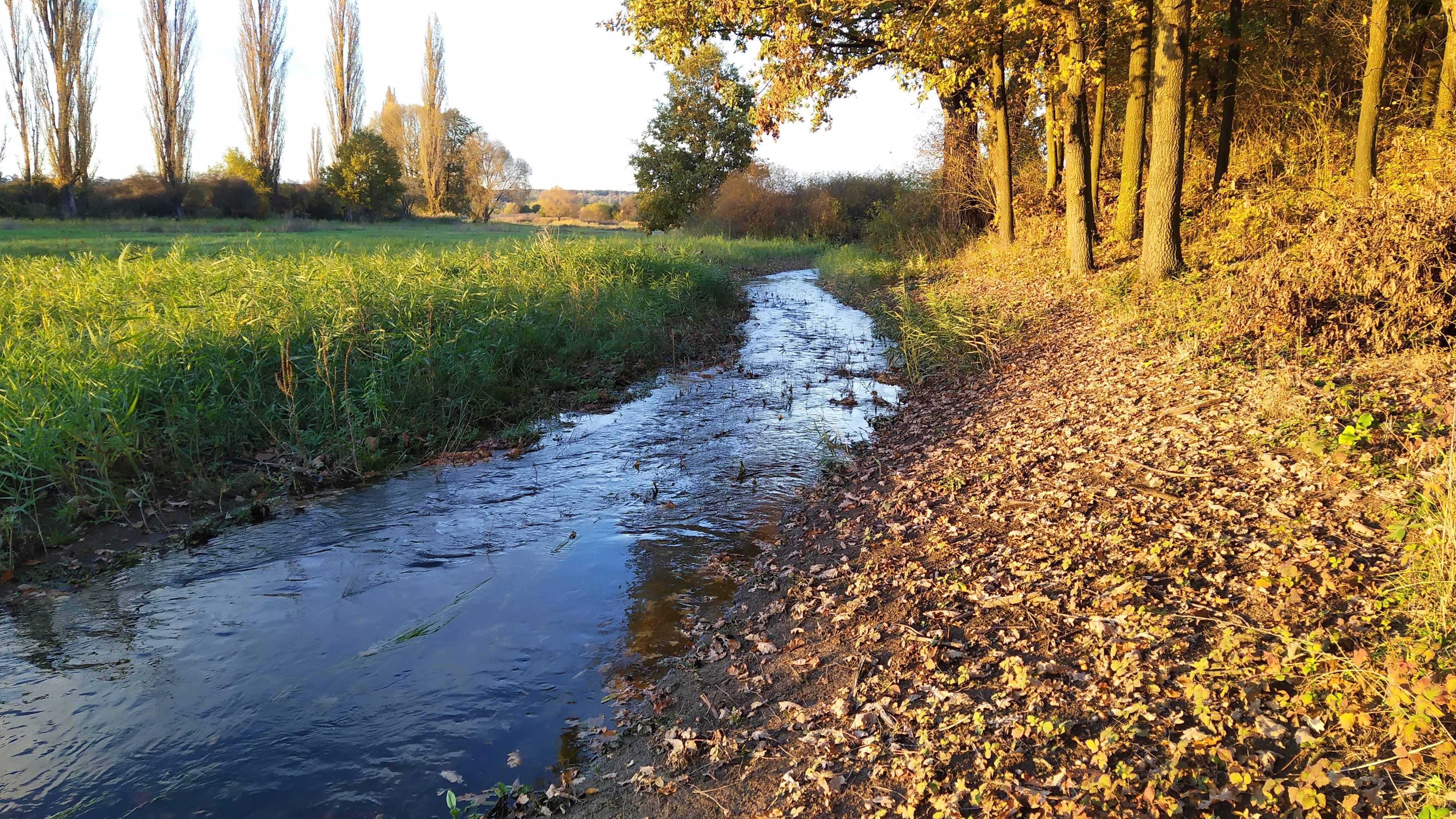
Pod hrází Lítožnického rybníka
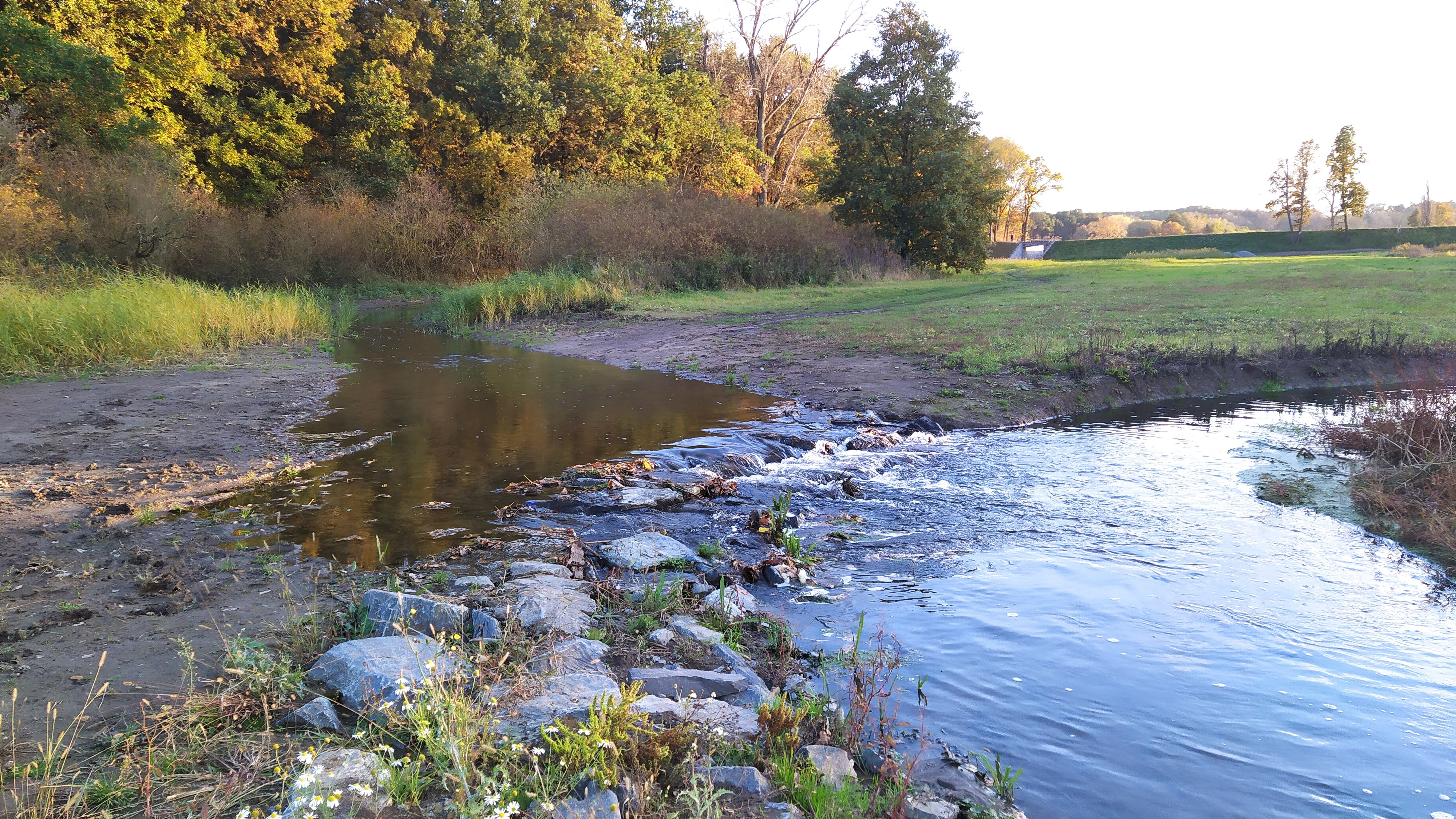
Meandr
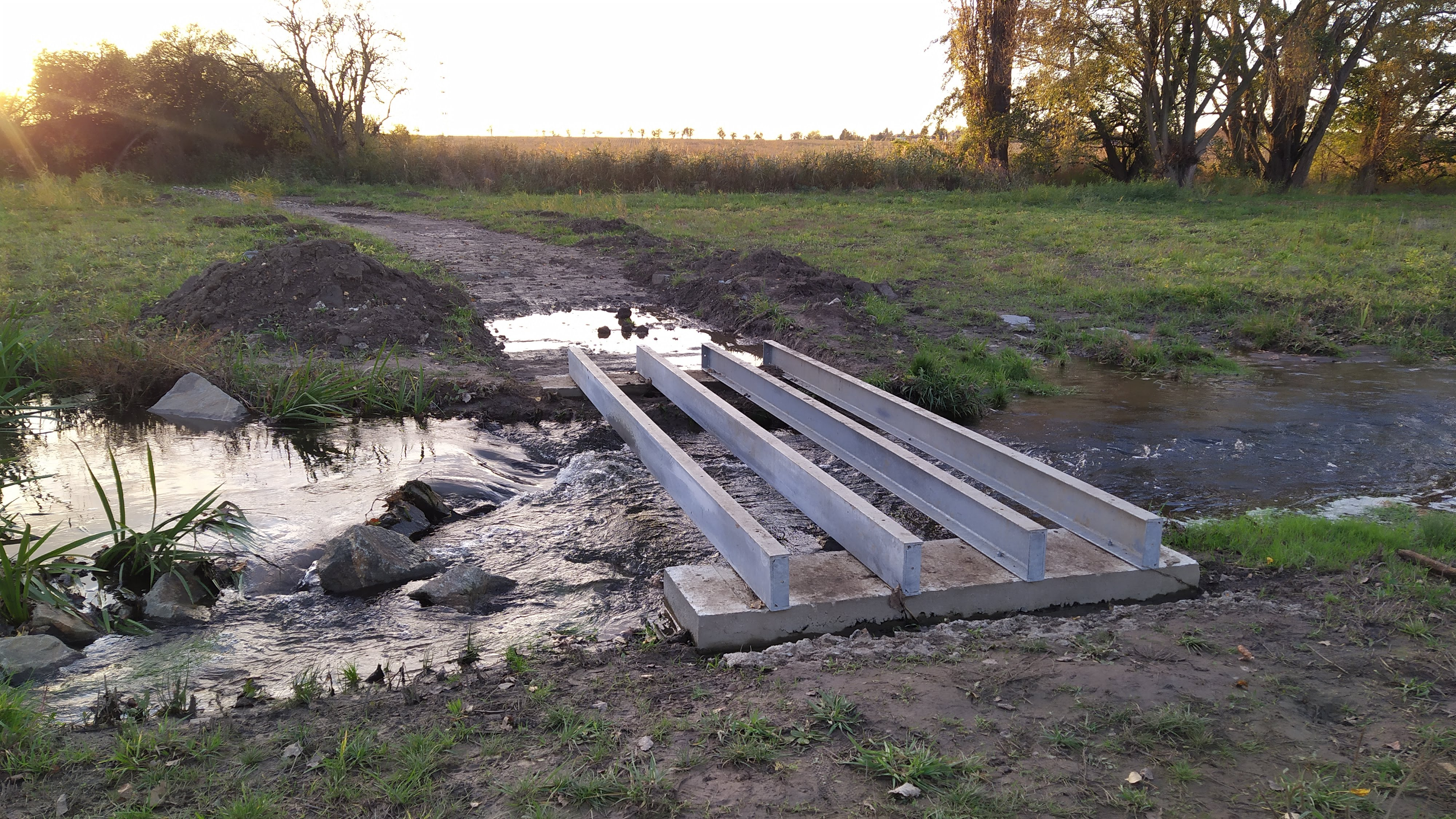
Lávka

### Běchovice

#### Galerie

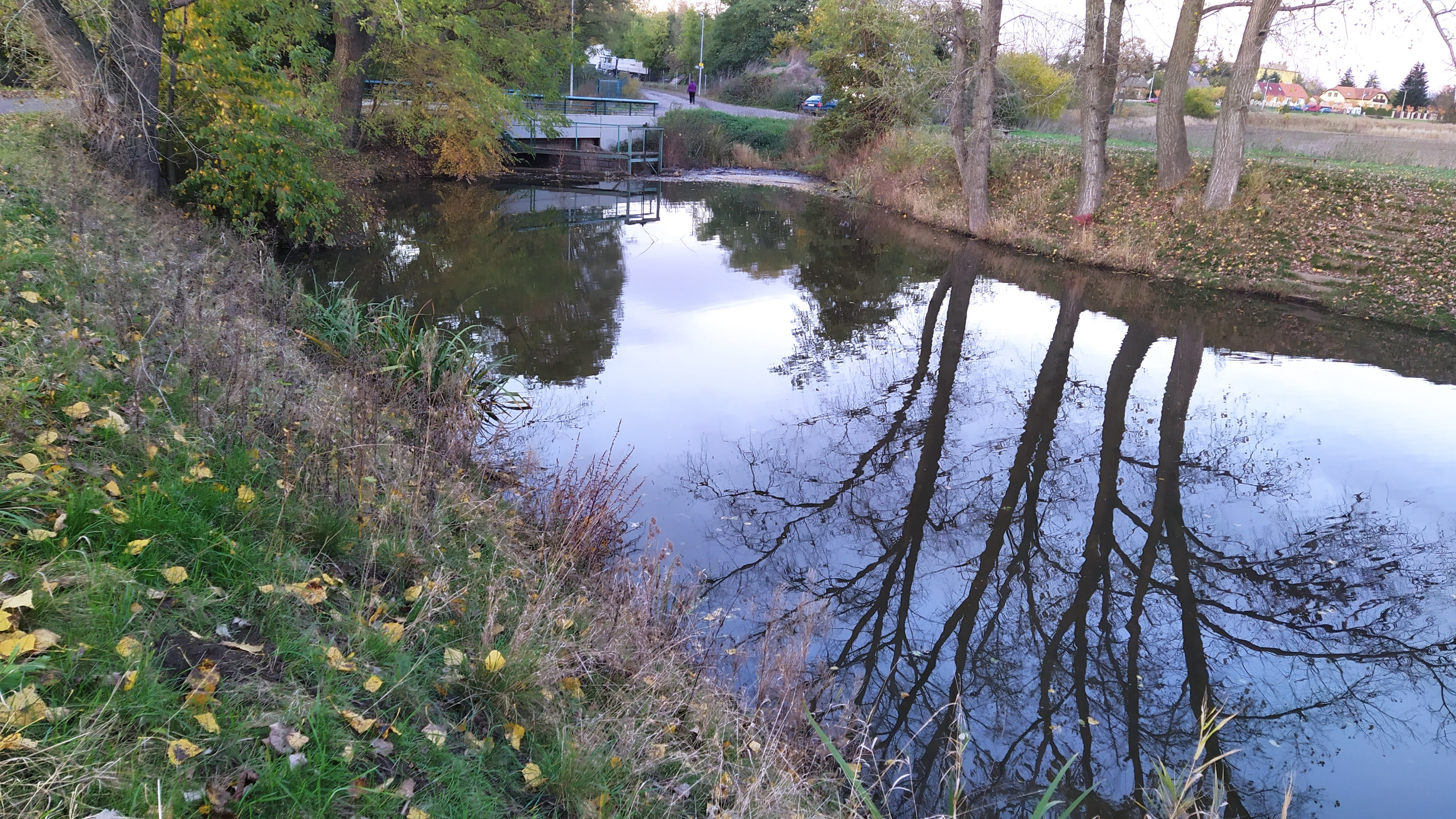
Potok u Běchovic
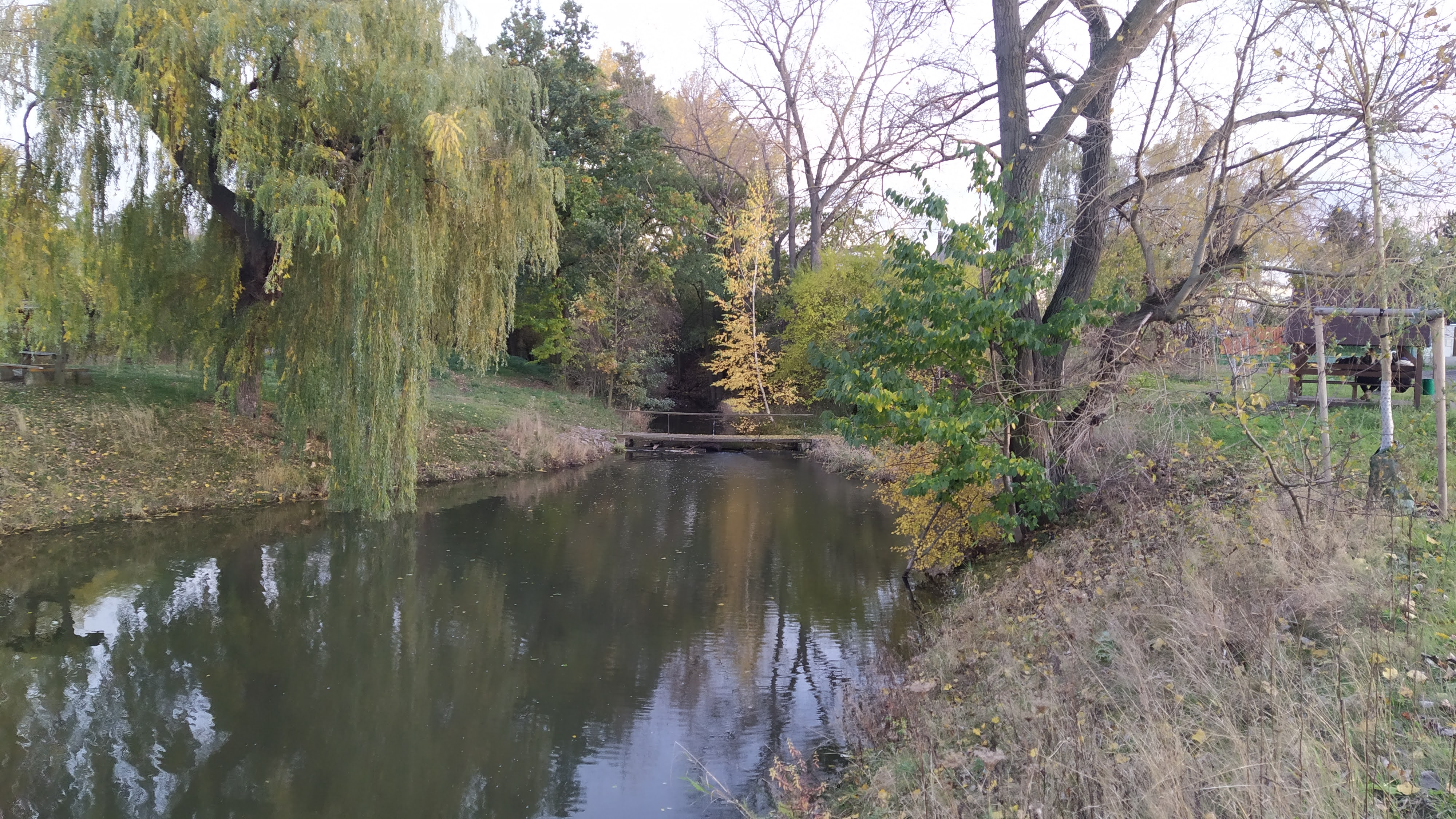
Lávka

Za touto soustavou protéká Říčanský potok pouze poli a v Běchovicích za Českobrodskou ulicí se vlévá z levé strany do Rokytky, která dále pokračuje do řeky Vltavy.

## Průtoky
Říčanský potok má velice malý průtok, ale při sebemenších srážkách se ihned zvyšuje hladina i průtok potoka, především v dolním toku Říčanky. Tento vodní tok postihly, tak jako mnoho dalších vodních toků v Čechách, povodně v roce 2002 a 2013, téměř totožnou hladinou kulminace, která podle nových studií dosahovala pouze povodně 5leté, podle starší studie povodně 50leté.
| Hydrologický profil              | Číslo hydrologického pořadí | Plocha povodí (km2) | Q5       | Q20       | Q100      |
| -------------------------------- | --------------------------- | ------------------- | -------- | --------- | --------- |
| pod obcí Světice                 | 1-12-01-0290                | 4,186               | 2,4 m³/s | 4,8 m³/s  | 8,8 m³/s  |
| Říčany, pod ČOV                  | 1-12-01-0290                | 13,436              | 3,9 m³/s | 7,7 m³/s  | 14,1 m³/s |
| cca 300 m nad Podleským rybníkem | 1-12-01-0290                | 24,588              | 5,8 m³/s | 11,5 m³/s | 21,0 m³/s |
| ústí do Rokytky                  | 1-12-01-0290                | 36,923              | 7,6 m³/s | 14,9 m³/s | 27,3 m³/s |

## Podélný profil toku
Sklonité poměry odpovídají charakteru toku, který začíná ústím do Rokytky až k pramenné oblasti. Podélný sklon se směrem proti proudu zvyšuje, jak je pro dané charakteristické toky přirozené. Absolutnímu spádu 207 m odpovídá průměrný relativní sklon Říčanského potoka 0.94 %.

## Osídlení na toku
Říčanský potok prochází, nebo se dotýká následujících intravilánů obcí:
- Tehov – 21,0–21,5 km
- Světice – 18,7–19,9 km
- Říčany – 13,7–17,7 km
- Praha-Kolovraty – 10,2–13,1 km
- Praha-Uhříněves – 7,5–10,0 km
- Praha-Dubeč – 2,6–4,9 km

## Mlýny
Mlýny jsou seřazeny po směru toku potoka.
- Menclův mlýn – Říčany, Podhrázská 955/15
- Kolovratský mlýn – Kolovraty, Do Lipan 9/18
- Mlýn v Uhříněvsi (Starý) – Uhříněves, U Starého mlýna 19/11
- Podleský mlýn – Dubeč, Podlesek 88/1
- Dubečský mlýn – Dubeč, Netlucká 1